# Nerežišća
Nerežišća (također Nerežišće) su općina i selo u Hrvatskoj na otoku Braču.

## Općinska naselja
U sastavu općine je 3 naselja (stanje 2006.), to su: Donji Humac, Dračevica i Nerežišća.

## Stanovništvo

### Popis 2011.
Prema popisu stanovništva iz 2011. godine, Općina Nerežišća ima 862 stanovnika. Većina stanovništva su Hrvati s 98,84 %, a po vjerskom opredijeljenju većinu od 94,43 % čine pripadnici katoličke vjere.
| broj stanovnika | 1655  | 2029  | 2144  | 2547  | 2836  | 2619  | 1914  | 1900  | 1615  | 1512  | 1350  | 1105  | 1001  | 1013  | 868   | 862   | 878   |
|                 | 1857. | 1869. | 1880. | 1890. | 1900. | 1910. | 1921. | 1931. | 1948. | 1953. | 1961. | 1971. | 1981. | 1991. | 2001. | 2011. | 2021. |

| broj stanovnika | 1218  | 1425  | 1464  | 1726  | 1880  | 1688  | 1914  | 1131  | 926   | 848   | 790   | 711   | 721   | 700   | 606   | 616   | 642   |
|                 | 1857. | 1869. | 1880. | 1890. | 1900. | 1910. | 1921. | 1931. | 1948. | 1953. | 1961. | 1971. | 1981. | 1991. | 2001. | 2011. | 2021. |

## Povijest
Nerežišća su 1645. godine, s okolnim mjestima zapadnog bračkog područja (s Dračevicom, Milnom, Bobovišćem i Ložišćem) brojila 550 duša od pričesti, a 1668. godine 450 stanovnika od pričesti. Kada se Milna s Bobovišćem i Ložišćem odcijepila od crkvene župe u Nerežišćima, ona su s Dračevicom imala 1697. oko 600 duša od pričesti, 1705. oko 700, dok su 1718. imala oko 500 duša od pričesti odnosno 840 stanovnika. U 18. stoljeću mjesto je naglo poraslo, pa je bez okolnih naselja 1760. brojilo 1400 stanovnika, a već 1764. godine 2000 ljudi.
Najreprezentativnija zgrada u naselju bila je kneževa palača u kojoj je stanovao knez sa svojim upravnim činovništvom. Tu je bio knežev ured, pisarnica i dvorana za vijećanje, stanovi za vojnu posadu i tamnica. Na fasadi palače isticali su se prozori u gotičkom stilu, krilati lav (simbol mletačke države) i ojačane puškarnice. Ispred zgrade nalazile su se kamenice za mjerenje žita, sa strane prema crkvi dizao se toranj na kome je bio sat, a malo podalje kameni štandarac za zastavu, također urešen mletačkim simbolima. Iznad dvorane za zasjedanje plemićkoga vijeća i pučke skupštine nalazio se uklesani natpis iz 1545. koji opominje ljude ne parničiti. IN CONTROVERSIIS CAVSARVM CORPORALES INIMICICIAE ORIVNTVR FIT AMISSIO EXPENSARVM LABOR ANIMI EXERCETVR CORVPS COTIDIE FATICATVR MVLTA ET INHONESTA CRIMINA INDE CONSEQVVNTVR ET QVI SEPE CREDVNT OBTINERE FREQVENTER SVCVMBVNT ET SI OBTINENT COMPVTATIS LABORIVBS ET EXPENSIS NICHIL ACQVIRVNT MODVS PD MDXLV. U prijevodu... U parničkim sporovima rađaju se neprijateljstva koja izazivaju tjelesne ozljede, troše se novčana sredstva, umara se duh, tijelo se svakodnevno mrcvari. Odatle nastaju mnoga nepravična zlodjela. Oni pak koji često vjeruju da će dobiti spor, nerijetko ga gube, a ako ga i dobiju, kada se uzmu u obzir napori i troškovi, ustvari ne postižu ništa. Neka vlada mir Božji. 1545.
Kada je na Brač došao prvi mletački knez postavilo se pitanje popravka palače, pa je senat 1424. godine dopustio knezu Ivanu Baduariju za popravak palače utrošiti 120 malih libara. Služeći se tim odobrenjem počela se 1431. graditi nova kneževa palača za udobnost ureda i osoblja, pa su se otada spominjale dvije zgrade, stara i nova (palazzo antico e palazzo nuovo). U onoj prvoj je stanovao knez, dok su u drugoj bile pisarnica i vijećnica. Kad je nepažnjom 1645. stara palača bila zapaljena, utrošena su znatna sredstva za njenu obnovu. Tom prilikom je Matija Petrulli-Niseteo dobio od dužda 200 dasaka, 100 greda i ostaloga građevnog materijala za popravak izgorjele palače. Čitav taj kompleks reprezentativnih komunalnih građevina, palača, loža i sat-kula, porušen je 1902. prigodom gradnje nove školske zgrade. 
Gotička zgrada obitelji Garafulić bila je građena u prvoj polovini 15. stoljeća i ukrašena gotičkim prozorima i ojačana puškarnicama na istočnome zidu. Kasnije je obitelj Harašić izgradila baroknu palaču koja se također odlikuje svim stilskim elementima. Od svih građevina najmonumentalnija je župna crkva koja se spominje već u 13. stoljeću. Bila je proširena u 15., pa još jednom dograđena u 16. stoljeću kako svjedoči grb i natpis bračkog kneza Ivana Rive iz 1593. godine. IOANNIS A RIPA ORNATISS COMITIS OPE CVRAQ VNIVER SITAS NERESIS VIRGINIS DEI PARE TEMPLV HOC EREXIT MDLXXXXIII. U prijevodu... Pomoću i nastojanjem dičnoga kneza Ivana Rive, ovaj hram Bogorodici podigli su Nerežišćani godine 1593.
U prvoj polovini 18. stoljeća sagradili su Nerežišćani novu crkvu čistih baroknih oblika, zadržavši od stare samo srednji dio pročelja s ružom i nadgrobne ploče, a brački je knez 1726. izdao dopusnicu zastupnicima crkve i gastaldima bratovštine za taj zahvat i omogućio uporabiti novac za njeno proširenje novim kapelama i u novom obliku. Godine 1746. počeo se zidati zvonik dovršen četiri godine kasnije. U radovima na širokim omjerima, ukrasima i unutarnjem rasporedu istaknuo se graditelj Ignacije Macanović.
Nerežišća su bila najjače uporište italofila i autonomaša na otoku, pošto su ih narodnjaci osvojili tek 1894. godine. Hrvatski jezik u sve škole nerežiške općine uveden je 1898. Muška i ženska škola djelovale su u mjestu od 1811., a pomoćna u Dračevici od 1869. godine. Godine 1842. započela je raditi i privatna ženska osnovna škola, dok nije nadzor i materijalno uzdržavanje preuzela općinska uprava trideset godina kasnije. 1873. godine mjesto je imalo općinskoga liječnika i primalju.  

## Poznate osobe
Osobe koje su rodile u Nerežišćima, podrijetlom su iz Nerežišća ili su u nekoj drugoj svezi s ovim mjestom.
- don Nikola Miličević (1887. – 1963.), hrvatski astronom
- Andres Garafulić, čileanski književnik i arhitekt
- Lily Garafulić Janković, čileanska kiparica
- Ante Gardilčić, hrvatski liječnik
- Luka Fertilio Nikolić, čileanski književnik
- Lenka Franulic Zlatar, čileanska novinarka, spisateljica i književna kritičarka, "prvo pero čileanskog novinarstva"
- Ivan Krstulović, čileanski novinar, slikar, izdavač i glazbenik, hrv. emigrantski djelatnik
- Rajka Baković, zagrebačka ilegalka, narodni heroj SFRJ
- Anton Restović, organizator političkog i gospodarskog života Poreča, začetnik porečkog turizma

## Spomenici i znamenitosti
Sakrali objekti
- Crkva sv. Filipa i Jakova
- Crkva Gospe Karmelske
- Crkva sv. Josipa
- Crkva sv. Jurja
- Crkva sv. Margarite
- Crkva sv. Nikole, na groblju
- Crkva sv. Petra
- Crkva sv. Trojstva, uz cesta prema Supetru

U općini Nerežišća, izvan naselja:
- Pustinja Blaca
  - Kulturni krajolik Pustinja Blaca
- Crkva sv. Jadre,  kod Donjeg Humca
- Crkva sv. Tudora (ostatci)[7], na predjelu Glogovik uz put prema Blacima.
- Dragonjina špilja, kod Murvice, admnistrativno u općini Nerežišća
- Pustinja Silvio, kod Murvice
- Pustinja Stipančić, kod Murvice
- Stijena Kolač, prstenasta stijena, zaštićeni geomorfološki spomenik prirode

Ostalo
- Sklop zgrada Blatačka kuća
- Kameni štandarac s grbom i reljefom lava
- Kuća Garafulić
- Kuća Harašić
- sklop kuća Defilippis, uz crkvu sv. Josipa

Nematerijalna baština
- Pripremanje tradicijskog jela brački vitalac

## Vanjske poveznice
- Stranice Općine